# Étymologie de Bengale
Le terme de Bengale (bengalî:বঙ্গ bôngo) à proprement parler, s'applique aux zones géographiques qui s'étendent au sud de Bhagalpur jusqu'à la mer. L'origine de ce terme est controversé, il pourrait dériver de Bonga terme désignant un dieu soleil dans une langue austrique, ou du sanskrit Vanga ou Anga et selon l'étymologie traditionnelle, conformément aux Vedas, aux textes Jaïna, au Mahābhārata et aux Puranas, ce nom dérive de celui d'un prince du Mahābhārata, qui forma un pays à la suite de la partition la traditionnelle aire de la race lunaire de Dheli. Ce pays s'appelait Bangla et était, confondu avec le delta, il était un des cinq royaumes périphériques formés par les aryens.
Selon certains auteurs, il pourrait avoir pour origine le nom de la tribu Bang établie dans la région autour de Ier millénaire av. J.-C. et de langue dravidienne. Suivant d'autres sources, le terme pourrait découler de bhang, une préparation de cannabis utilisée dans certaines cérémonies religieuses de la région,.
Les premières références à « Vangala » (bengalî:বঙ্গাল bôngal) sont issues des plaques Nesari datées de 805 sous le règne de Govinda III, qui parlent de Dharmapala en tant que roi du Vangala.
Une cité appelée Bangala près de Chittagong semble avoir existé durant la période des Moghols, mais antérieurement aux Moghols le nom Bangala était déjà connu des Européens par Marco Polo qui en 1298 l'avait appliqué au Bengale oriental. Le terme est utilisé dans des documents issus du pouvoir musulman et fait référence spécifiquement à la région du Delta, bien que plus tard ce terme s'applique aussi à l'est de la vallée du Brahmapoutre. Fiscalement, un envoyé de l'empereur de Dheli gérait la région qui comprenait outre la région du Delta, les provinces jusqu'aux Bihar au nord-ouest, et l'Orissa au sud-ouest.
Francis Fernandez, le premier Européen à décrire la zone, applique le terme pour la zone de l'extrême est de Chittagong à Point Palmyras en Orissa. Les Britanniques l'appliquent diversement au fil du temps, d'une part à une région administrative dont les contours vont varier et se définir sous le terme de présidence du Bengale, et d'autre part, d'une manière plus générique, à toute la partie nord et est de l'Inde.